# フォー・オール・マンカインド
『フォー・オール・マンカインド』（原題: For All Mankind）は、2019年から配信されているアメリカ合衆国のテレビドラマシリーズ。1960年代の宇宙開発競争が終わらなかった世界を舞台に、奮闘する人々を描く。ヨエル・キナマン、マイケル・ドーマン、レン・シュミットらが出演した。第1シーズンは2019年11月1日からApple TV+のローンチタイトルとして全世界に配信された。本作は第4シーズンの制作が決定している。
本作の題名は、史実においてアポロ11号が月面に残した銘板の中の一節 "We came in peace for all mankind." （「我ら全人類の平和のために来たれり」）から取られたものである。

## あらすじ
1960年代後半の宇宙開発競争の結果、NASAは初の有人月面探査を行う偉業を成し遂げたが、本作では"もし宇宙開発競争が終わらなかったら？"という設定のもと、宇宙開発に携わる人々を描く。
各シーズンごとにおよそ10年時代が進んでおり、毎シーズン冒頭では前シーズンから今シーズンまでの間に世界で起きた（架空の）出来事が報道映像のダイジェスト形式で説明される。

### シーズン1
1969年、ソビエト連邦の宇宙飛行士アレクセイ・レオノフが人類初の月面着陸を成し遂げる。続けてソ連が女性宇宙飛行士を月面に着陸させたため、NASAは世論の求めに応じて女性宇宙飛行士を選抜する。月の南極付近で探査機が発見した月の氷のサンプルをアポロ15号が回収し、氷脈の存在を確認する。
1974年、氷脈を擁するシャックルトン・クレーターにはアメリカのジェームズタウン基地とソ連のズヴェズダ基地が設置され、両者は数キロの距離を隔てて睨みあう。基地の交代要員を乗せたアポロ23号が打ち上げに失敗したことをきっかけに、事態は大きく動くことになる。

### シーズン2
1983年、終わりなき宇宙開発競争により様々な技術革新が社会にもたらされる一方で、米ソの月面基地は大幅に拡張され、またアメリカではレーガン大統領の元、宇宙の軍事利用が進められている。月面のリチウム鉱山や新型スペースシャトル・パスファインダーを巡る衝突をきっかけに両陣営の対立が深まり、核戦争の危機が迫る中、緊張緩和をアピールするためアポロ・ソユーズテスト計画が実行される。

### シーズン3
1992年、冷戦はしばしの雪解けを迎え、宇宙は様々なビジネスに利用されている。米ソが有人火星探査に向け準備を整える一方で、開業まもなく事故を起こし倒産した地球低軌道上の宇宙ホテル「ポラリス」を、ヘリウム3採掘業者のヘリオス・エアロスペースが買収し、火星探査船「フェニックス」へと改造、火星探査レースに名乗りを上げる。
1994年、ヘリオスのフェニックス、アメリカのソジャーナ1号、ソ連のマルス94の三者が同時に火星へと出発する。道中様々なトラブルに見舞われながらも人類は火星へと到達するが、「火星一番乗り」を巡るレースは意外な結末を迎える。そして、人類初の火星基地「ハッピーバレー基地」が設立される。

### シーズン4
2003年、火星・ハッピーバレー基地は米ソやヘリオスに加え、東西両陣営の主要国が参加した「火星7同盟（M-7）」の国際協力体制のもと、順調な発展を遂げていた。しかし、小惑星の捕獲と採掘を目的としたレンジャー1号ミッションが失敗に終わったことをきっかけに、火星ではヘリオスの従業員たちが不満を募らせ、地球ではM-7参加国の関係に揺らぎが見え始める。そんな中で発見された新たな小惑星「2003LC（ゴルディロックス）」の捕獲計画を巡って、地球と火星の両方で様々な策謀が渦巻いていく。

## キャスト

### メイン
- ヨエル・キナマン - エドワード・ボールドウィン　(声:星野貴紀)
- マイケル・ドーマン（英語版） - ゴードー・スティーブンス　(声:鶴岡聡)
- サラ・ジョーンズ - トレイシー・スティーブンス　(声:ちふゆ)
- シャンテル・ヴァンサンテン - カレン・ボールドウィン　(声:浅野まゆみ)
- ジョディ・バルフォー（英語版） - エレン・ウィルソン（旧姓:ウェイヴァリー）　(声:佐古真弓)
- レン・シュミット（英語版） - マーゴ・ マディソン　(声:山賀晴代)
- ソーニャ・ヴァルゲル - モリー・コッブ (声:日野由利加)
- クリス・マーシャル - ダニエル・プール (声:きそひろこ)
- シンシー・ウー - ケリー・ボールドウィン (声: 高宮彩織)
- キャシー・W・ジョンソン - ダニー・スティーブンス (声: 新祐樹)
  - メイソン・テムズ - ダニー・スティーブンス（幼少期）
- コラル・ペーニャ - アレイダ・ロサレス (声:神戸光歩)
  - オリビア・トルヒーヨ - アレイダ・ロサレス（幼少期） (声:神戸光歩)
- エディ・ガテギ - デヴ・アイエサ

### リカーリング
- クリス・アゴス（英語版） - バズ・オルドリン
- マット・バタグリア（英語版） - ジョン・ハーシェル・グレン
- クリス・バウアー - ドナルド・スレイトン(声:魚建)
- ジェフ・ブランソン（英語版） - ニール・アームストロング
- ダン・ドノヒュー - トマス・O・ペイン(声:宮本誉之）
- コルム・フィオール - ヴェルナー・フォン・ブラウン (声:秋元羊介)
- ライアン・ケネディ - マイケル・コリンズ
- エリック・ラディン（英語版） - ジーン・クランツ
- スティーヴン・プリチャード - ピート・コンラッド
- レベッカ・ウィソッキー - マージ・スレイトン
- ベン・ベグリー - チャールズ・デューク
- マイケル・ハーネイ（英語版） - ジャック・ブロードストリート
- テイト・ブルム - シェーン・ボールドウィン
- アルトゥーロ・デル・プエルト（英語版） - オクタビオ・ロサレス
- ノア・ハープスター（英語版） - Bill Strausser
- エドウィン・ホッジ - クレイトン・プール
- トレイシー・マルホランド - Gloria Sedgewick
- デイヴ・パワー - Astronaut Frank Sedgewick
- メーガン・レザー - パム・ホートン
- ウォレス・ランガム - ハロルド・ワイズナー
- ネイサン・コードリー（英語版） - ラリー・ウィルソン
- レオノーラ・ピッツ - Irene Hendricks
- ダン・ワーナー - General Arthur Weber
- レニー・ジェイコブソン（英語版） - ウェイン・コッブ
- マーク・イヴァニール（英語版） - Mikhail Mikhailovich Vasiliev

## エピソード
| シーズン | シーズン | 話数 | 話数 | 放送期間       | 放送期間       |
| シーズン | シーズン | 話数 | 話数 | 初回放送       | 最終回放送     |
| -------- | -------- | ---- | ---- | -------------- | -------------- |
|          | 1        | 10   | 10   | 2019年11月1日  | 2019年12月20日 |
|          | 2        | 10   | 10   | 2021年2月19日  | 2021年4月23日  |
|          | 3        | 10   | 10   | 2022年6月10日  | 2022年8月12日  |
|          | 4        | 10   | 10   | 2023年11月10日 | 2024年1月12日  |

### シーズン1 (2019)
| 通算 話数 | タイトル                                      | 監督                       | 脚本                                                                            | 公開日         |
| --------- | --------------------------------------------- | -------------------------- | ------------------------------------------------------------------------------- | -------------- |
| 1         | "赤い月" "Red Moon"                           | セス・ゴードン             | 原案: ロナルド・D・ムーア & Matt Wolpert & Ben Nedivi 脚本: ロナルド・D・ムーア | 2019年11月1日  |
| 2         | "サターンV型開発の父" "He Built the Saturn V" | セス・ゴードン             | Matt Wolpert Ben Nedivi                                                         | 2019年11月1日  |
| 3         | "ニクソンの女たち" "Nixon's Women"            | Allen Coulter              | Nichole Beattie                                                                 | 2019年11月1日  |
| 4         | "プライムクルー" "Prime Crew"                 | Allen Coulter              | Naren Shankar                                                                   | 2019年11月8日  |
| 5         | "深淵へ" "Into the Abyss"                     | セルジオ・ミミカ＝ゲッザン | David Weddle Bradley Thompson                                                   | 2019年11月15日 |
| 6         | "遠のく帰還" "Home Again"                     | セルジオ・ミミカ＝ゲッザン | Stephanie Shannon                                                               | 2019年11月22日 |
| 7         | "やあ、ボブ" "Hi Bob"                         | Meera Menon                | ロナルド・D・ムーア                                                             | 2019年11月28日 |
| 8         | "破裂" "Rupture"                              | Meera Menon                | Nichole Beattie                                                                 | 2019年12月6日  |
| 9         | "飛べない鳥" "Bent Bird"                      | ジョン・ダール             | David Weddle Bradley Thompson                                                   | 2019年12月13日 |
| 10        | "丘の上の町" "A City Upon A Hill"             | ジョン・ダール             | Matt Wolpert Ben Nedivi                                                         | 2019年12月20日 |

### シーズン2 (2021)
| 通算 話数 | タイトル                          | 監督                     | 脚本                          | 公開日        |
| --------- | --------------------------------- | ------------------------ | ----------------------------- | ------------- |
| 11        | "小さな存在" "Every Little Thing" | Michael Morris           | ロナルド・D・ムーア           | 2021年2月19日 |
| 12        | "最前線" "The Bleeding Edge"      | Michael Morris           | Matt Wolpert Ben Nedivi       | 2021年2月26日 |
| 13        | "交戦規定" "Rules of Engagement"  | アンドリュー・スタントン | Stephanie Shannon             | 2021年3月5日  |
| 14        | "パスファインダー" "Pathfinder"   | Andrew Stanton           | David Weddle Bradley Thompson | 2021年3月12日 |
| 15        | "重荷" "The Weight"               | Meera Menon              | Nichole Beattie Joe Menosky   | 2021年3月19日 |
| 16        | "壮大な計画" "Best-Laid Planes"   | Meera Menon              | Joe Menosky                   | 2021年3月26日 |
| 17        | "冷たくしないで" "Don't Be Cruel" | Dennie Gordon            | Nichole Beattie               | 2021年4月2日  |
| 18        | "君に乾杯" "And Here's to You"    | Dennie Gordon            | Bradley Thompson David Weddle | 2021年4月9日  |
| 19        | "トリアージ" "Triage"             | Sergio Mimica-Gezzan     | Bradley Thompson David Weddle | 2021年4月16日 |
| 20        | "灰色" "The Grey"                 | Sergio Mimica-Gezzan     | Matt Wolpert Ben Nedivi       | 2021年4月23日 |

### シーズン3 (2022)
| 通算 話数 | タイトル                                  | 監督                     | 脚本                          | 公開日        |
| --------- | ----------------------------------------- | ------------------------ | ----------------------------- | ------------- |
| 21        | "ポラリス" "Polaris"                      | Sarah Boyd               | Matt Wolpert Ben Nedivi       | 2022年6月10日 |
| 22        | "ゲームチェンジャー" "Game Changer"       | Sarah Boyd               | Bradley Thompson David Weddle | 2022年6月17日 |
| 23        | "三つどもえ" "All In"                     | Wendey Stanzler          | Nichole Beattie               | 2022年6月24日 |
| 24        | "幸福の谷" "Happy Valley"                 | Wendey Stanzler          | Joe Menosky                   | 2022年7月1日  |
| 25        | "恐怖の7分間" "Seven Minutes of Terror"   | アンドリュー・スタントン | Sabrina Almeida               | 2022年7月8日  |
| 26        | "新たなエデンの園" "New Eden"             | アンドリュー・スタントン | Stephanie Shannon             | 2022年7月15日 |
| 27        | "崩壊" "Bring It Down"                    | Dan Liu                  | Nichole Beattie               | 2022年7月22日 |
| 28        | "火星の砂" "The Sands of Ares"            | Dennie Gordon            | Joe Menosky Eric Phillips     | 2022年7月29日 |
| 29        | "帰還" "Coming Home"                      | Craig Zisk               | Bradley Thompson David Weddle | 2022年8月5日  |
| 30        | "異郷の訪問者" "Stranger in Strange Land" | Craig Zisk               | Matt Wolpert Ben Nedivi       | 2022年8月12日 |

### シーズン4 (2023 - 2024)
| 通算 話数 | タイトル                           | 監督                       | 脚本                                     | 公開日         |
| --------- | ---------------------------------- | -------------------------- | ---------------------------------------- | -------------- |
| 31        | "グラスノスチ" "Glasnost"          | Lukas Ettlin               | Matt Wolpert Ben Nedivi                  | 2023年11月10日 |
| 32        | "よい1火星日を" "Have a Nice Sol"  | Lukas Ettlin               | Bradley Thompson David Weddle            | 2023年11月17日 |
| 33        | "高圧的買収" "The Bear Hug"        | Dan Liu                    | Andrew Black                             | 2023年11月22日 |
| 34        | "分断" "House Divided"             | Dan Liu                    | Sabrina Almeida                          | 2023年12月1日  |
| 35        | "ゴルディロックス" "Goldilocks"    | Sylvain White              | Jovan Robinson                           | 2023年12月8日  |
| 36        | "レニングラード" "Leningrad"       | Sylvain White              | Eric Phillips                            | 2023年12月15日 |
| 37        | "一線を越える" "Crossing the Line" | Maja Vrvilo                | Andrew Black                             | 2023年12月22日 |
| 38        | "レガシー" "Legacy"                | Maja Vrvilo                | Bradley Thompson David Weddle            | 2023年12月29日 |
| 39        | "ブラジル" "Brazil"                | セルジオ・ミミカ＝ゲッザン | Bradley Thompson David Weddle Kate Burns | 2024年1月5日   |
| 40        | "ペレストロイカ" "Perestroika"     | Craig Zisk                 | Matt Wolpert Ben Nedivi                  | 2024年1月12日  |

## 製作
この番組のアイディアは、ロナルド・D・ムーアが元NASAの宇宙飛行士ギャレット・ライズマンとのランチ中に、ソビエトがアメリカよりも先に月に到達していたらという可能性について話したことから生まれたという。 
2017年12月15日、Appleは本作の製作を発表した。第1シーズンの撮影は2018年8月にカリフォルニア州ロサンゼルスで開始され、2019年3月に終了した。 

## 評価

### 批評
本作は批評家から好意的な評価を受けている。第1シーズンは批評集積サイトのRotten Tomatoesに50件のレビューがあり、批評家支持率は73%、平均点は10点満点で6.91点となっている。また、Metacriticには22件のレビューがあり、加重平均値は65/100となっている。
第2シーズンは批評集積サイトのRotten Tomatoesに26件のレビューがあり、批評家支持率は100%、平均点は10点満点で7.5点となっている。また、Metacriticには7件のレビューがあり、加重平均値は75/100となっている。
第3シーズンは批評集積サイトのRotten Tomatoesに34件のレビューがあり、批評家支持率は97%、平均点は10点満点で8.2点となっている。また、Metacriticには15件のレビューがあり、加重平均値は84/100となっている。
第4シーズンは批評集積サイトのRotten Tomatoesに22件のレビューがあり、批評家支持率は100%、平均点は10点満点で8.2点となっている。また、Metacriticには11件のレビューがあり、加重平均値は83/100となっている。